# Опосредствана война
Опосредствана война е вид война, при която воюващите страни действат под влияние или в полза на трети страни, които не участват пряко във военните действия.
При опосредстваната война между външните сили и воюващите страни съществуват преки дългосрочни връзки, обикновено под формата на финансиране, военна подготовка, оръжейна или друга материална помощ, които да подпомагат воюващите страни в тяхното военно усилие. Опосредствани войни са известни още от Античността, като големият им брой е характерен за Студената война от XX век, в която свръхсилите избягват да влязат в пряк въоръжен конфликт.